# Club Deportivo Heredia
El Club Deportivo Heredia es un equipo de fútbol de Guatemala del municipio de Morales en el departamento de Izabal. Fue fundado el 3 de febrero de 1958 y actualmente se encuentra en la Primera División de Guatemala.
En el torneo  Torneo Clausura 2013 el club herediano logró el Subcampeonato y con ello por mayoría de acumulación de puntos se clasificó a la  Concacaf Liga Campeones en 2013-14. Esta será la primera vez en la historia del conjunto izabaleño que se clasifica a esta competición. En el torneo apertura 2013 los jaguares por segunda vez consecutiva llegaron a la final, pero otra vez se quedaron con el Subcampeonato.

## Historia
El club ha tenido varios nombres en su historia: primero Deportivo Heredia, luego Heredia Fuentes del Norte, más tarde Heredia Jaguares de Petén y el actual nombre es de Club Deportivo Heredia.

### Invicto 2010-2013
El club ha tenido uno de los invictos en casa más largos en la historia del fútbol guatemalteco, 69 partidos sin conocer la derrota.
El invicto empezó el domingo 19 de septiembre de 2010, cuando el cuadro Heredia derrota 3-2 a Xelajú, y el invicto se pierde el jueves 20 de junio de 2013, en una final inédita donde se enfrentaban los dos mejores equipos de la fase de clasificación: Comunicaciones venció en condición de visita 1-2 al Deportivo Heredia y de paso acabó con una excelente racha de partidos sin perder de local que poseía Heredia y que había hecho pensar que era casi imposible la victoria de los capitalinos.
Desde el inicio del partido, Heredia tuvo problemas pues a los pocos minutos de haber iniciado el encuentro, el experimentado volante de contención Sergio Guevara, tuvo que ser sustituido a causa de una lesión, lo que complicaba el trabajo defensivo de los locales. Sin embargo, al minuto 25 llegaba la anotación de Heredia por medio de Igor de Souza y la alegría para toda la afición de Morales pues parecía abrirse el camino para otro triunfo.
Sin embargo, al minuto 35 Paolo Suárez recibe pase en el área y remata para dejar sin opción al arquero Herediano y así decretar el empate 1-1.
Cerca del final del partido, al minuto 85, Carlos Figueroa es habilitado por medio de Jean Jonathan Márquez y de esa forma anota el segundo para los cremas.

### Primer partido internacional
El 21/8/2013. Heredia sufrió para ganar su primer partido internacional por 1-0 a falta de tres minutos para el final del juego al Impact Montreal de Canadá y se estrenó con victoria en la CONCACAF Liga de Campeones.
Los canadienses tomaron primero la iniciativa pero sin crear mucho peligro contra el arco del panameño José Calderon.
Sin embargo, fue Heredia el que tuvo la ocasión más clara de ponerse en ventaja con un penalti señalado por el árbitro mexicano Paul Delgadillo al minuto 19, pero el colombiano Charles Córdova la estrelló en el poste del arco del Impact.
Heredia no perdió la confianza y se atrevió a la ofensiva, y al 43, en una jugada con mala intención fue expulsado el español Adrián López y dejó con 10 jugadores a los canadienses.
Durante el segundo tiempo, Heredia mantuvo casi encerrado en su campo al Impact, pero sin poder abrir el espacio para marcar la diferencia.
Al minuto 72' de forma milagrosa el equipo Chapín se salvó cuando un remate de Paponi pegó en el poste derecho.
El dominio que mantuvo Heredia en la segunda parte no le había servido para marcar hasta que a tres minutos para el final, el colombiano Córdova remató de izquierda la pelota que había quedado suelta tras un centro de David Espinosa.
Charles Córdoba fue el héroe para el conjunto de Heredia con su tanto en el minuto 88'. Anteriormente en el partido el colombiano había fallado un penalti pero no dudó en marcar cuando apenas quedó poco tiempo en el encuentro.
El 1-0 le fue suficiente a Heredia para sumar sus primeros tres puntos internacionales.

### Refundación
En 2020 el Equipo de Estudiantes de Morales adquieren los derechos deportivos de Juventud Amatitleca y cambian su nombre al de Deportivo Heredia con lo cual los jaguares regresan pero esta vez en un proyecto importante en la Segunda División de Guatemala

## Uniforme
- Uniforme titular: Camiseta blanca con rayas rojas, pantalón azul, medias azul.
- Uniforme alternativo: Camiseta blanca con rayas negras, pantalón negro, medias Negras.

## Estadio
El Estadio oficial es el Estadio Mario Oswaldo Mena, y está localizado en el municipio de Morales en Izabal. Con una capacidad máxima de 6.000 aficionados.

## Jugadores

### Plantilla 2013
- Los equipos de la Liga Nacional están limitados a tener en la plantilla un máximo de cuatro jugadores extranjeros. La lista incluye sólo la principal nacionalidad de cada jugador, algunos de los jugadores no extranjeros poseen la nacionalidad guatemalteca:

### Goleador del año
| Temporada     | Nombre            | Nacionalidad | Goles |
| ------------- | ----------------- | ------------ | ----- |
| Apertura 2010 | Henry Hernández   | Colombia     | 13    |
| Apertura 2011 | Henry Hernández   | Colombia     | 17    |
| Clausura 2012 | Henry Hernández   | Colombia     | 16    |
| Apertura 2012 | Robín Betancourth | Guatemala    | 13    |

## Palmarés

### Torneos nacionales
- Subcampeón de la Liga Nacional de Guatemala (2): Clausura 2013, Apertura 2013.
- Campeón de la Primera Division de Guatemala (1): Clausura 2004